# Manfred Schomers

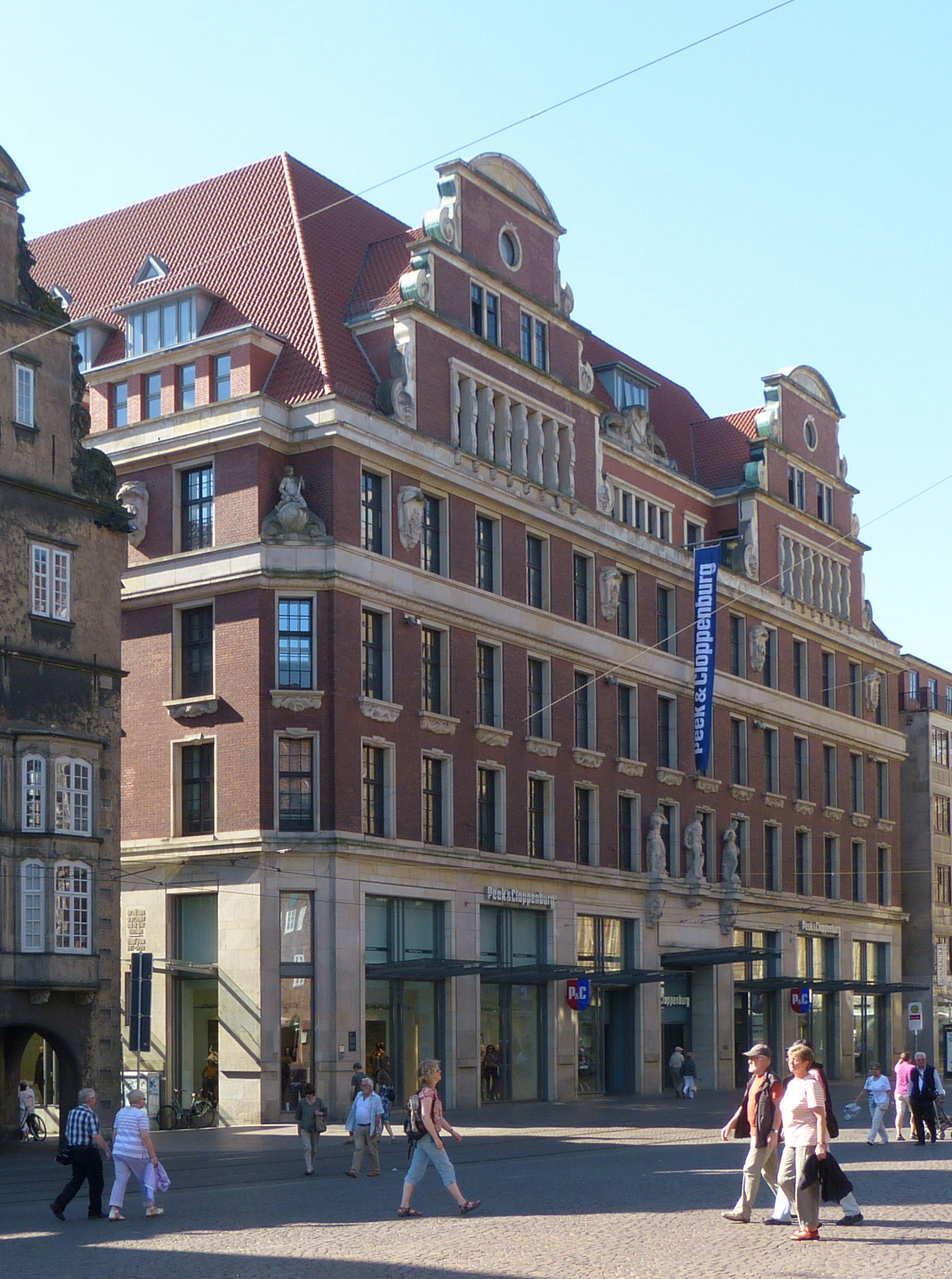
Kaufhaus P&C, Obernstraße 2 bis 12

Manfred Schomers (* 26. September 1940 in Langensalza) ist ein deutscher Architekt, Städtebauer und Hochschullehrer.

## Biografie

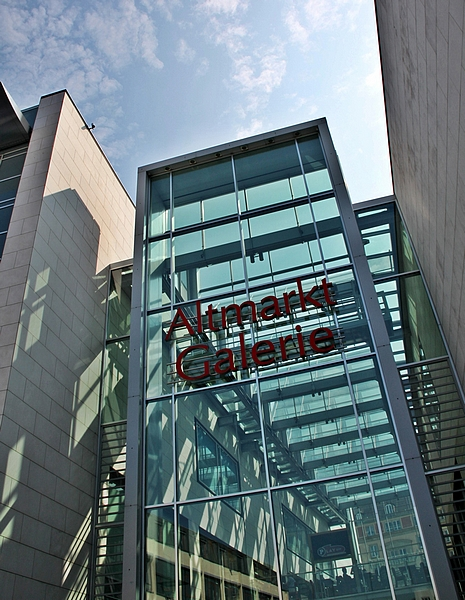
Zugang zur Altmarkt-Galerie Dresden

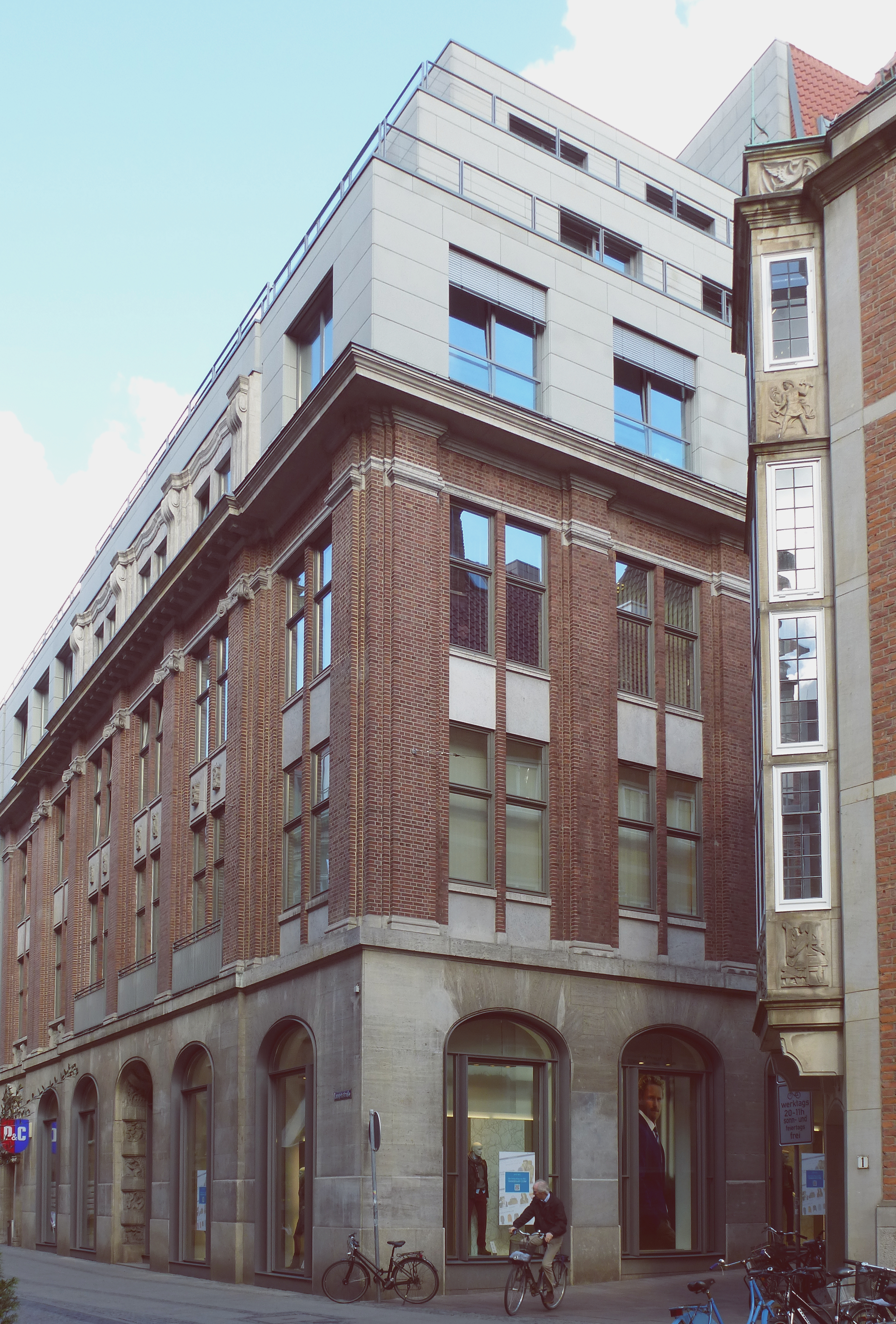
Büro- und Kaufhaus C&A, ex. Bank für Handel und Gewerbe

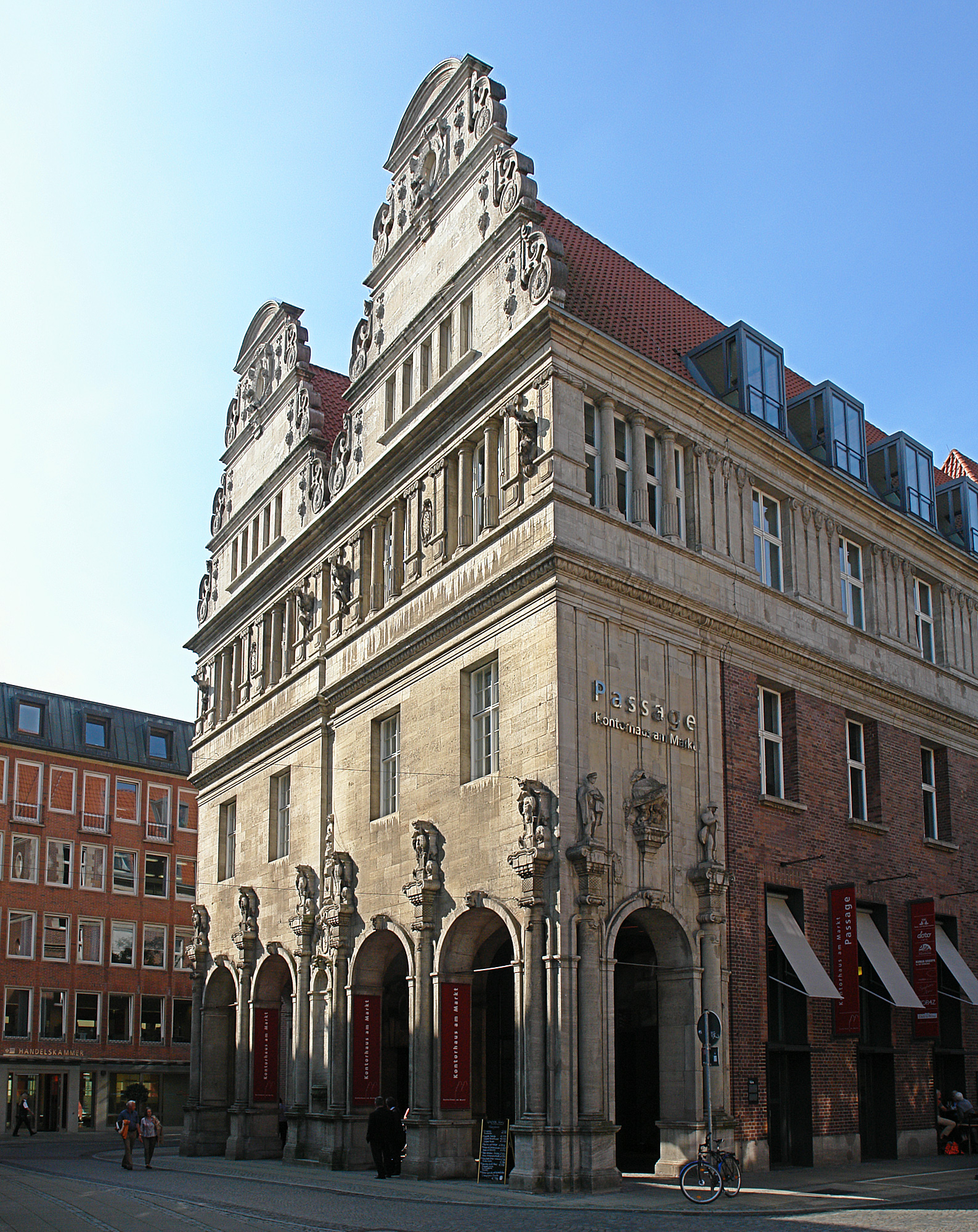
Kontorhaus am Markt, Bremen

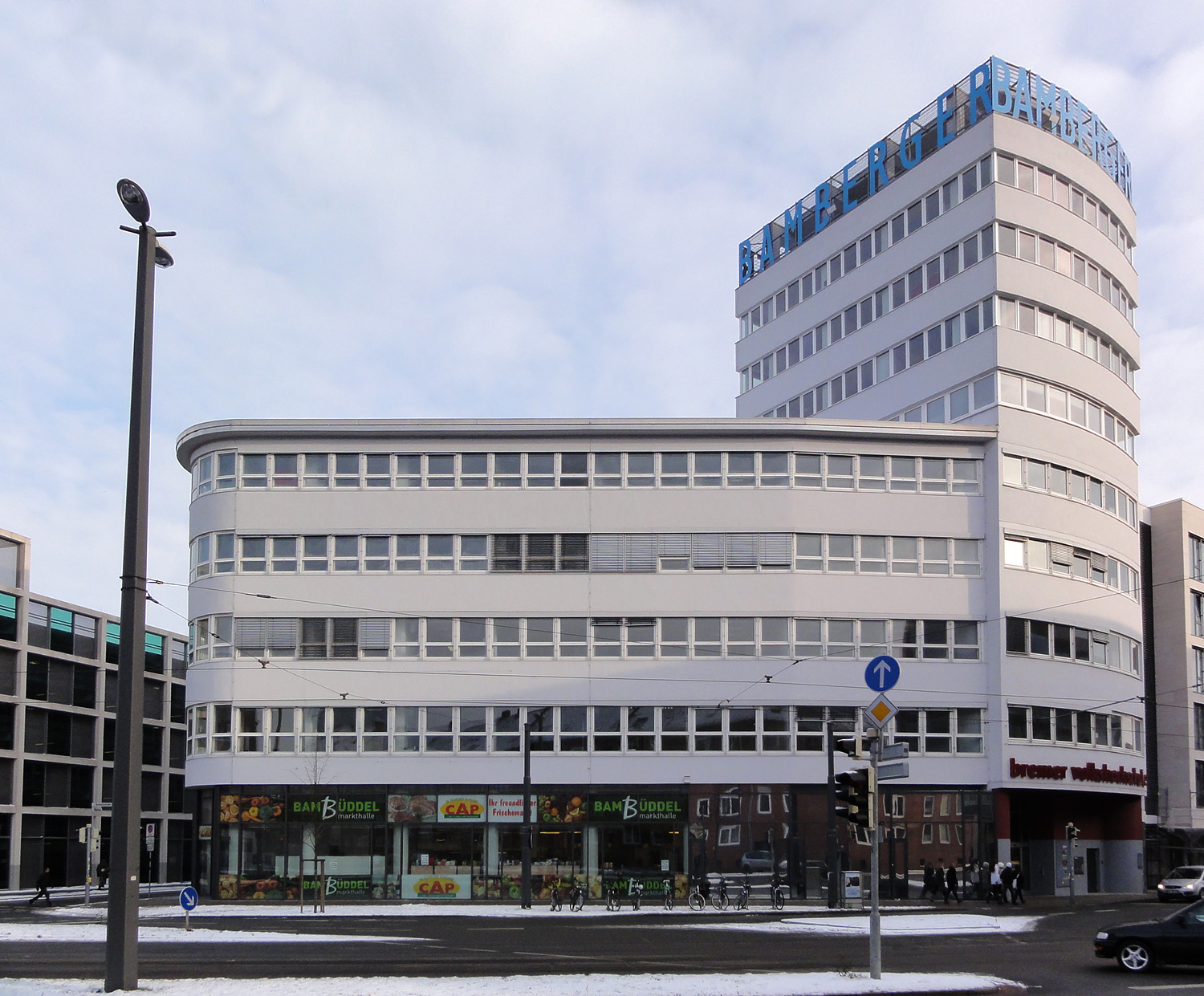
Restauriertes Bamberger-Haus

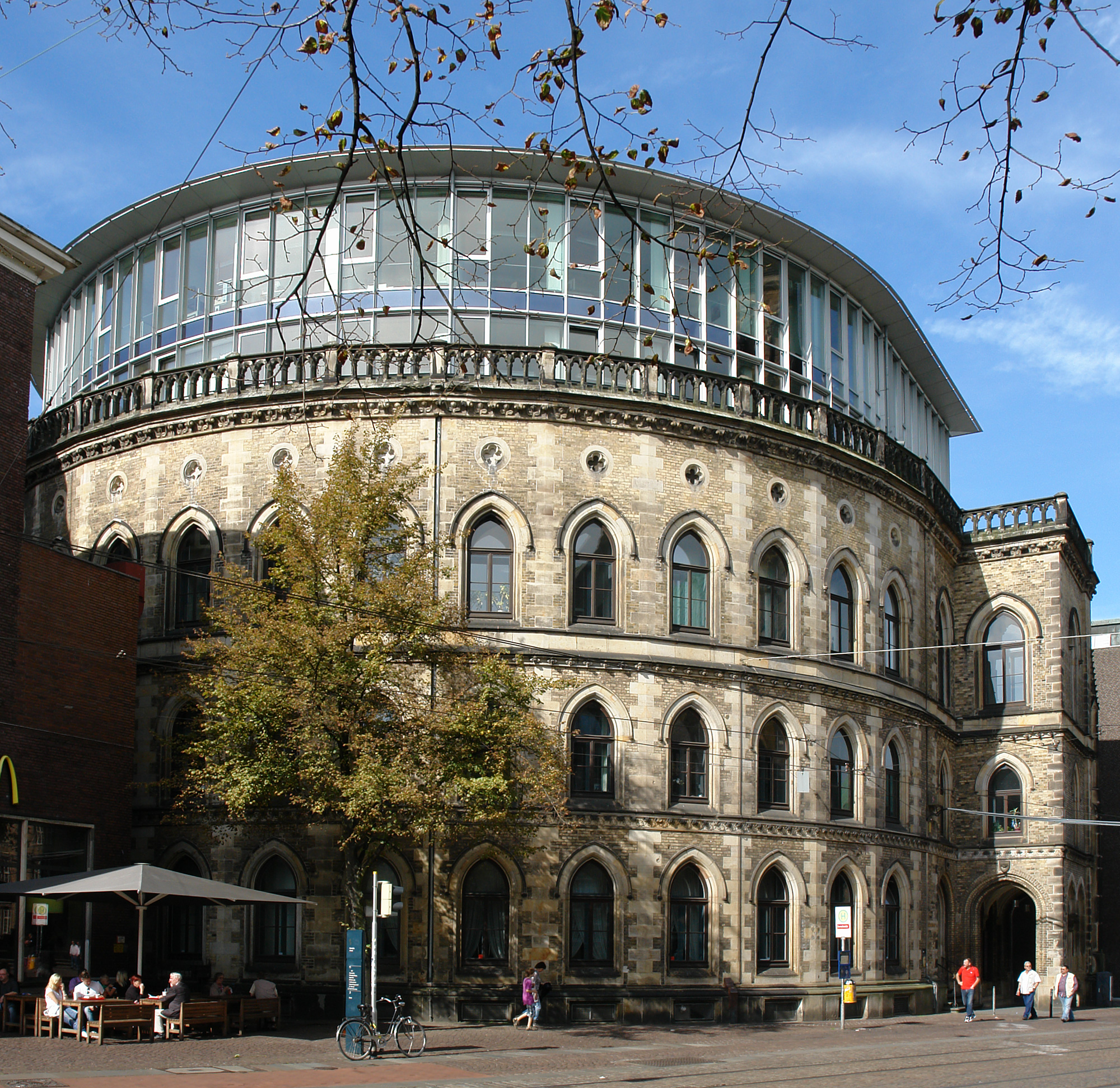
Aufstockung Börsennebengebäude

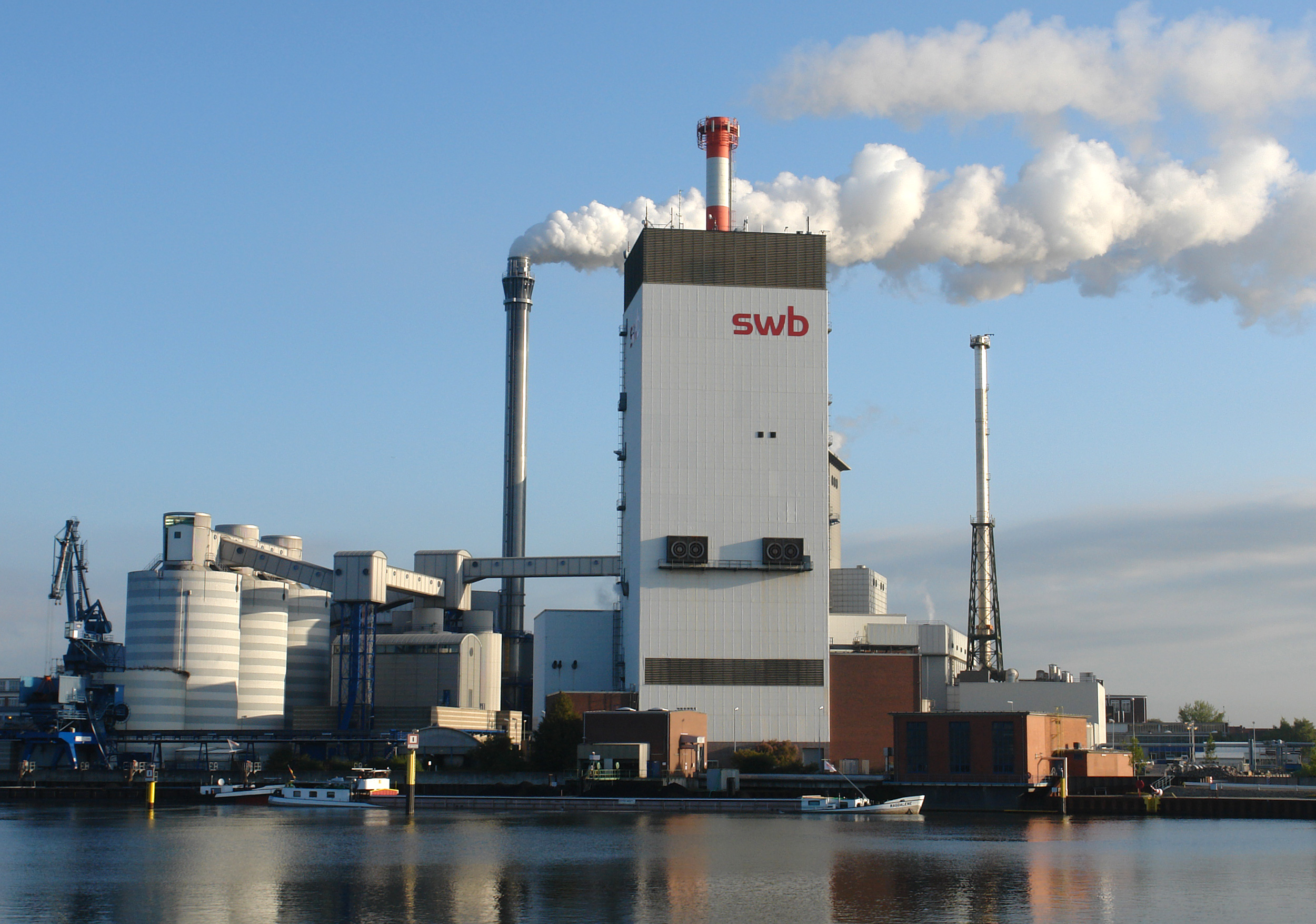
Kraftwerk Bremen-Hastedt

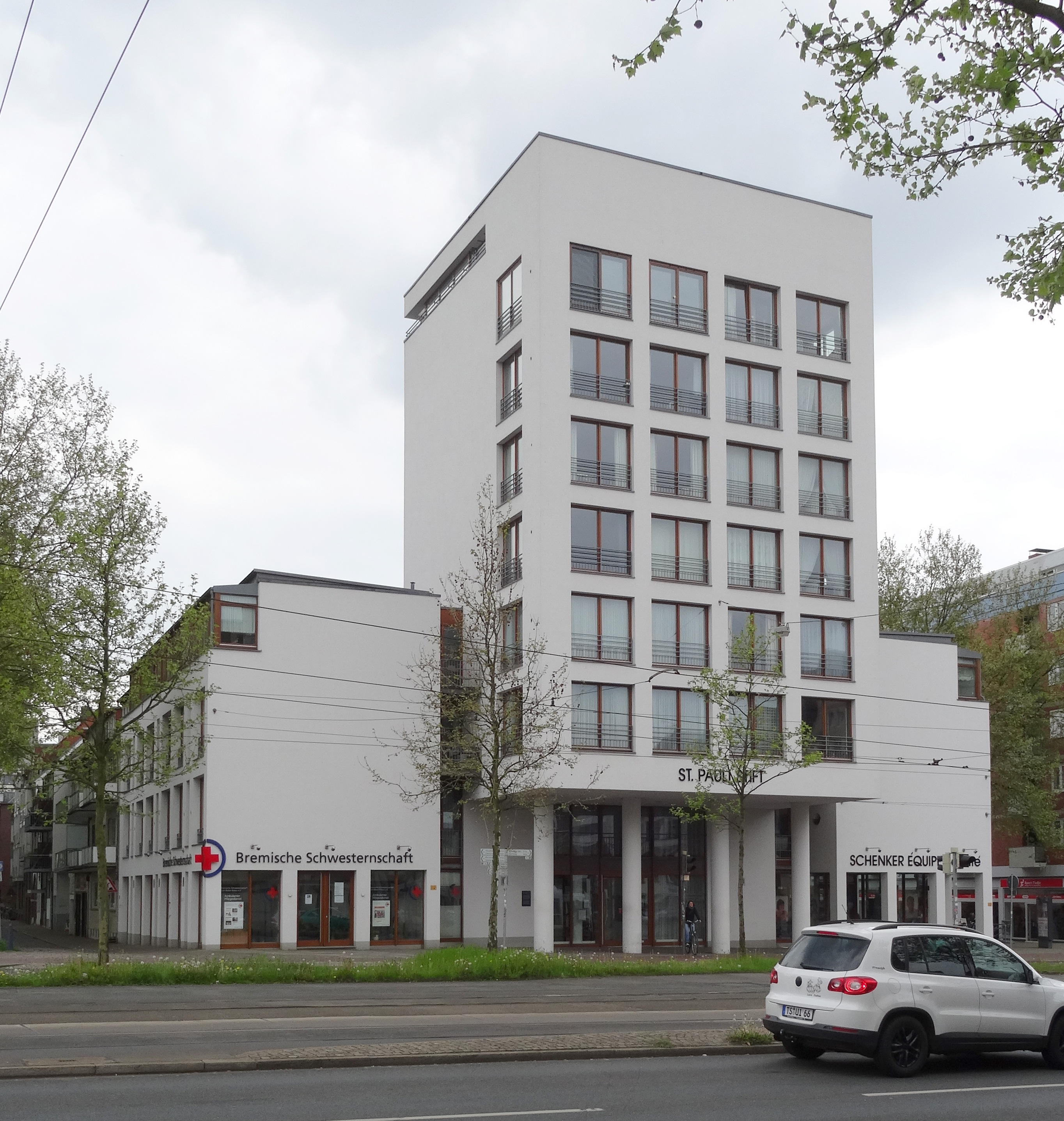
Altenwohnungen St. Pauli Stift, Bremen

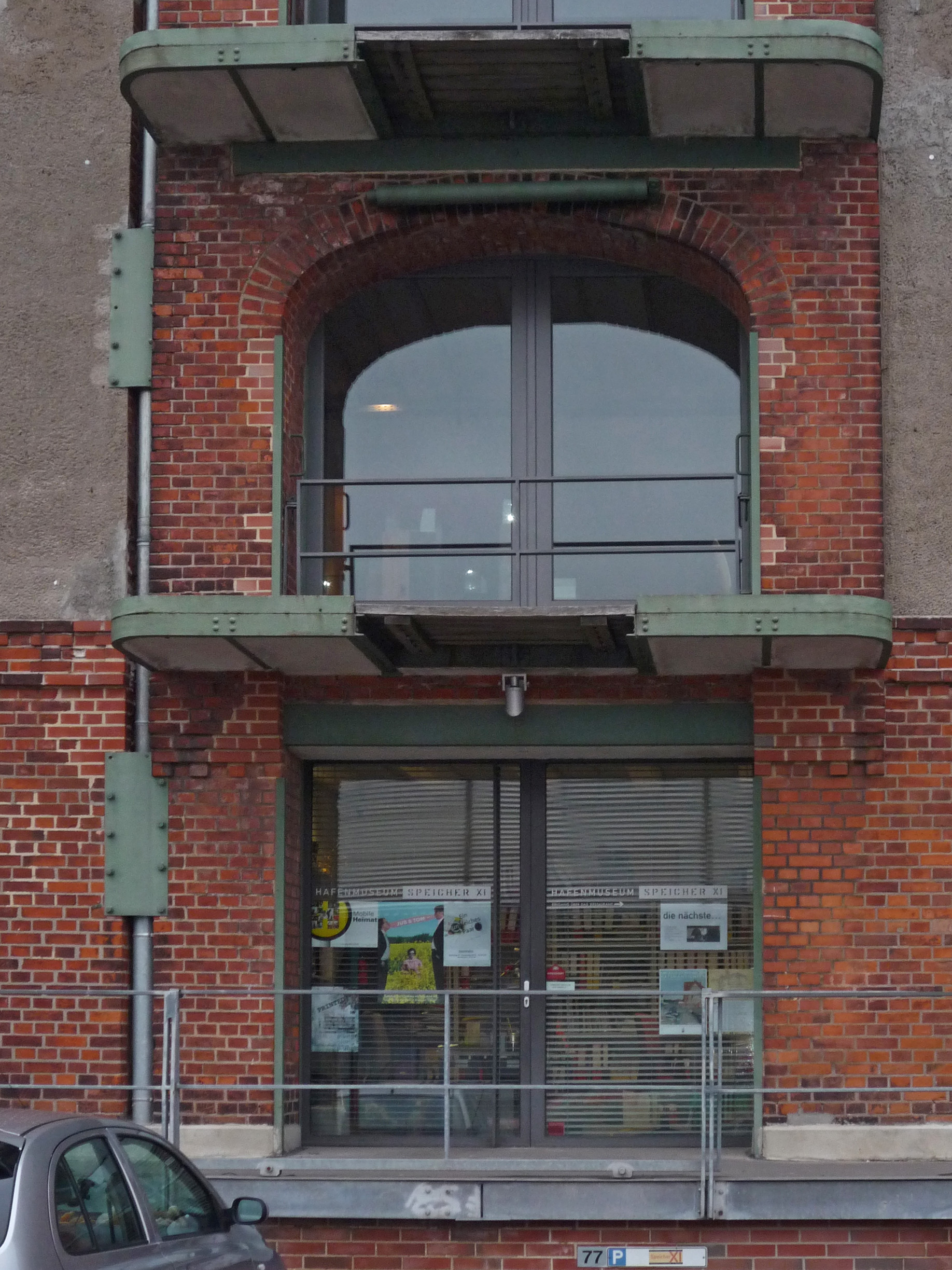
Eingang im Speicher XI, Bremen

Schomers ist in Langensalza aufgewachsen. Um 1955  verließ die Familie die DDR und er absolvierte ein berufsbezogenes Baupraktikum, u. a. auch als Maurer. Er  studierte zunächst an der Ingenieurschule später  Fachhochschule für Bauwesen in Essen und danach von 1967 bis 1970 Architektur an der Rheinisch-Westfälische Technische Hochschule Aachen (RWTH). Er wirkte u. a. in Essen in stadtplanerischen Bereichen. Von 1977 bis 1984 war er als Hauptabteilungsleiter Bauwesen beim Senator für das Bauwesen in Bremen zur Zeit von Bausenator Bernd Meyer (SPD), als Nachfolger von Klaus Marwitz tätig. Schomers und Senats(bau)direktor Eberhard Kulenkampff vertraten planerisch einen Neuen Regionalismus in Bremen. Er wurde um 1984 Hochschullehrer für Entwurfslehre, Raumkunst und Wohnungsbau an der Universität Hannover.
Das Architekturbüro Schomers, Schürmann und Stridde wurde 1986 in Bremen gegründet und nahm erfolgreich an vielen Wettbewerben teil. Schomers wirkte zudem als Preisrichter – oft als Vorsitzender – bei vielen Wettbewerben.
Schomers wohnt in einem Wohnhaus Bleicherstraße 31, das 1862 nach Plänen von Heinrich Müller als Remise der Villa Fritze entstand, und das er für sich 1979 umbaute. Die Villa Fritze am Osterdeich 3 wurde schon viel früher abgerissen.

## Werke (Auswahl)

### Bauwerke
Die Bauten wurden im Architektenbüro as2architektur geplant.
- 2015: Hanse Wissenschaftskolleg - Erweiterung, Delmenhorst
- 2015: Fachmarktzentrum Elbestraße 122, Bremerhaven
- 2013: Fachmarktzentrum, Brockeswalder Chaussee / Haydnstraße, Cuxhaven
- 2002/11: ECE – Altmarkt-Galerie, Dresden, zus. mit anderen Büros
- 2008: Verbrauchermarkt beim Landhaus Louisenthal in Bremen-Horn
- 2009: Überseestadt Bremen, Masterplan
- 2008: Kaffee Quartier (früher Eduscho) in Bremen
- 2007: Bamberger Hochhaus – Hauptsitz der Bremer Volkshochschule in Mitte
- 2006: Lotsenhaus, Bremerhaven – Mitte, Am Alten Vorhafen 16
- 2005: Hotel Atlantik an der Galopprennbahn Bremen, Bremen – Vahr
- 2007: ALDI am Landhaus Louisenthal, Bremen – Horn-Lehe, Leher Heerstraße 107
- 2004: Hochschule für Künste Bremen im Speicher XI und Hafenmuseum, Überseestadt
- 2003: Kaufhaus Peek & Cloppenburg, Obernstraße (früher Bank- und Kaufhaus Obernstraße 2–12) und Langenstraße 3/5 (früher Bank für Handel und Gewerbe), Bremen-Mitte
- 2003: Tchibo Logistik GmbH in der alten Wertpapierbörse, Bremen-Mitte
- 2003: Junges Theater in der Schwankhalle, Bremen-Neustadt, Buntentorsteinweg 112–120
- 2012: Wohnhaus Schürmann,Planung G. u. R. Schürmann, Stadtwerder bei der Wasserkunst, Bremen
- 2002: Kontorhaus am Markt, Bremen-Mitte
- 2001: Börsennebengebäude Bremen-Mitte, Aufstockung
- 2001: Reihenhäuser in Bremen – Brokhuchting[2]
- 2000: Lichthaus – AG Wese, Büro und Restaurant, Bremen-Gröpelingen
- 2000: Bürogebäude Brebau, Bremen-Mitte, an der Schlachte
- 1997 Wohnungsbau Auf dem Kruge, Bremen – Gröpelingen[3]
- Cafe Sand an der Weser, Bremen – Neustadt
- 1997: Altenwohnungen St. Pauli Stift, Bremen-Neustadt, Friedrich-Ebert-Straße[4]
- 1993: Altenwohnungen Buntentorsteinweg 112, Bremen-Neustadt
- 1990: Kraftwerk Bremen-Hastedt
- Börsenhof, Modernisierungen, Bremen-Mitte
- Lidl, Bremerhaven
- 1990: Hauptverwaltung Stadtwerke Bremen in Findorff
- 1990: Wohnhaus auf dem Teerhof, Bremen

### Schriften
- Bremerhavens Neue Mitte am Wasser, Beitrag für den b.zb
- Wir brauchen eine bessere Stadtgestaltung. In: Der Architekt 4/1984
- Positionen zur Entwurfslehre. In: Hoch 1, Fachbereich Architektur, Universität Hannover (Hrsg.)
- Lebensqualität in Siedlungsbereichen – Bedeutung der Sozialstrukturen zur Sicherung der Daseinsgrundlagen im Ruhrgebiet, mit Roland Günter. In: Erhaltung von Arbeitersiedlungen, Gelsenkirchen 1976.
- Stadtgestaltung in Bremen. Neuer Regionalismus. In: Stadt. 30, 1983
- Der Bundeswettbewerb 1978: Stadtgestalt und Denkmalschutz im Städtebau, das Beispiel Bremen-Ostertor-Remberti. Institut für Städtebau der Deutsche. Akademie  für Städtebau und Landesplanung, Berlin  1980

## Preise und Auszeichnungen
- 1990: BDA-Preis Bremen für Industriebau HKW Hastedt, Bremen
- 1994: BDA-Preis Bremen für Altenwohnanlage (Städtische Galerie)
- 1995: Architekturpreis Sachsen; Anerkennung für Kraftwerk Leipzig
- 1997: BDA-Preis Niedersachsen, Anerkennung für Busbahnhof/Servicehaus Delmenhorst
- 2002: BDA-Preis Bremen, Anerkennung für Kontorhaus am Mark
- 2003: ICSC Award und MIPEM-Award Cannes für Altmarkgalerie Dresden
- 2004: Bauherrenpreis BDA Bremen;  St. Pauli Stift
- 2010: Staatspreis für Denkmalpflege für Bremen  Hochschule der Künste im Speicher XI und Hafenmuseum
- 2012: Bauherrenpreis Bremen für Haus Wasserkunst,  Bremen
- 2013: Brick Award International; Wohnhaus Wasserkunst Bremen
- 2014: BDA-Preis (Anerkennung) und Fritz-Höger-Preis für Backstein-Architektur; Wohnhaus Wasserkunst Bremen

## Mitgliedschaften
- Architektenkammer in Bremen und Niedersachsen
- Wissenschaftlicher Beirat des Bremer Zentrum für Baukultur b.zb
- Bund Deutscher Architekten (BDA)